# Macpherson Stadium
Le Macpherson Stadium est un stade de soccer américain situé à Browns Summit, dans la banlieue nord de la ville de Greensboro, en Caroline du Nord.
Le stade, doté de 3 000 places et inauguré en 2002, sert d'enceinte à domicile pour les équipes de soccer du Dynamo de la Caroline et du Dynamo Lady de la Caroline.

## Histoire
Le Fusion de la Caroline du Nord (de la USL League Two) joue tout d'abord ses rencontres à domicile à l'UNCG Soccer Stadium, avant les travaux de construction du Macpherson Stadium qui s'achèvent en 2002.
Il est l'un des stades qui accueillent les matchs du championnat NCAA de soccer ainsi que sa version féminine.

## Événements
- 2007 : State Games of North Carolina (soccer)